# 賴訥山 (巴伐利亞)
47°43′56″N 11°49′35″E / 47.732223°N 11.826518°E

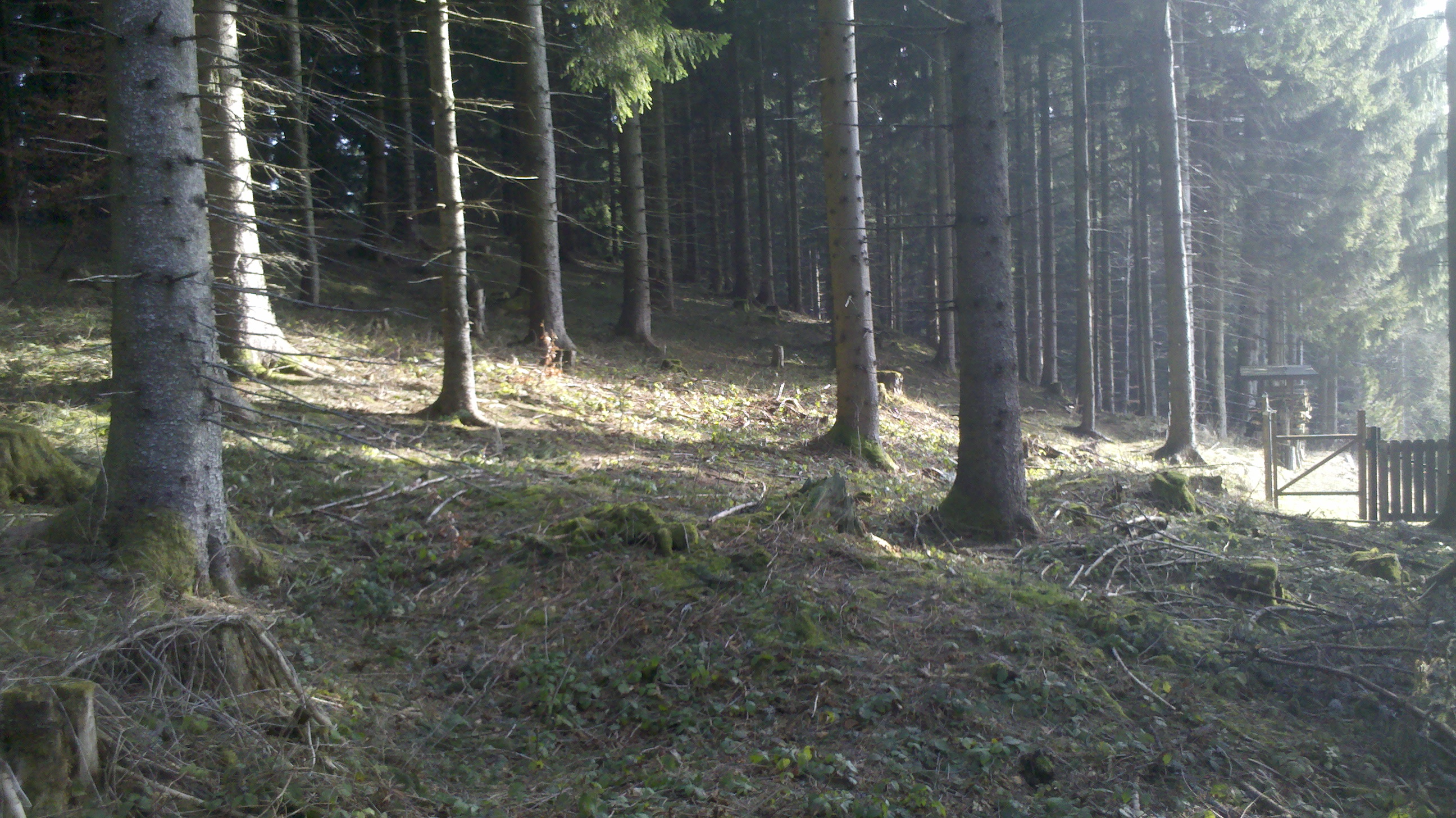

賴訥山（德語：Rainer Berg），是德國的山峰，位於該國東南部，由巴伐利亞負責管轄，屬於巴伐利亞前阿爾卑斯山脈的一部分，海拔高度1,169米，每年平均降雨量1,764毫米。